# Grand Prix de Suisse 1998
La 83e édition du Championnat de Zurich, dénommé cette année-là Grand Prix de Suisse (comme en 1996 et 1997) a eu lieu le 23 août 1998. Il s'agit de la huitième épreuve de la Coupe du monde.

## Parcours
Parcours extrêmement vallonné, avec pas moins de 13 côtes à escalader sur les 242,7 km de course. Le sommet de l'ultime ascension est situé à 9 km de l'arrivée.

C'est la seule classique de Coupe du monde avec Paris-Roubaix dont l'arrivée est jugée sur un vélodrome.

## Récit de la course
Dès le départ, le Suisse Zumsteg démarre. Il est rejoint peu après par l'Italien Bontempi et le Français Deramé. Ces 3 coureurs auront jusqu'à 15 minutes d'avance sur le peloton. Bontempi, resté seul en tête, est repris après 212 km d'échappée.

Au km 217, le leader de la Coupe du monde Michele Bartoli attaque et entraîne avec lui Paolo Bettini et Salvatore Commesso. Dans un second temps, Bobby Julich, Davide Rebellin, Massimiliano Gentili et Andrea Tafi reviennent sur le trio italien de tête.

Bobby Julich attaque au km 226, mais il est vite rejoint par ses compagnons d'échappée.

Au km 239, Dario Frigo et Frank Vandenbroucke reviennent sur le groupe de tête. Le peloton pointe à 35 secondes.

La victoire se joue au sprint entre ces 9 coureurs, Michele Bartoli et Frank Vandenbroucke passent la ligne presque à égalité. Le Belge lève le poing en signe de victoire mais pourtant les commissaires, au bout d'un quart d'heure de délibérations autour de la photo-finish, déclarent Michele Bartoli vainqueur. Ce succès lui assure quasiment de remporter la Coupe du monde pour la seconde année consécutive.

## Classement final
| Pos. | Cycliste             | Équipe        | Temps           |
| ---- | -------------------- | ------------- | --------------- |
| 1    | Michele Bartoli      | Asics         | 6 h 09 min 24 s |
| 2    | Frank Vandenbroucke  | Mapei-Bricobi | m.t.            |
| 3    | Salvatore Commesso   | Saeco         | m.t.            |
| 4    | Andrea Tafi          | Mapei-Bricobi | m.t.            |
| 5    | Bobby Julich         | Cofidis       | m.t.            |
| 6    | Massimiliano Gentili | Cantina Tollo | m.t.            |
| 7    | Davide Rebellin      | Polti         | m.t.            |
| 8    | Paolo Bettini        | Asics         | m.t.            |
| 9    | Dario Frigo          | Saeco         | + 12 s          |
| 10   | Fabio Baldato        | Riso Scotti   | + 23 s          |